# Affaire Arny
L'affaire Arny est un scandale en Espagne en 1995 en relation avec les activités de prostitution de mineures dans un ancien bar de Séville, l'Arny. 
Il s'est converti[Quoi ?]dans les médias contre une chasse aux sorcières contre les homosexuels.